# Mijanou Bardot

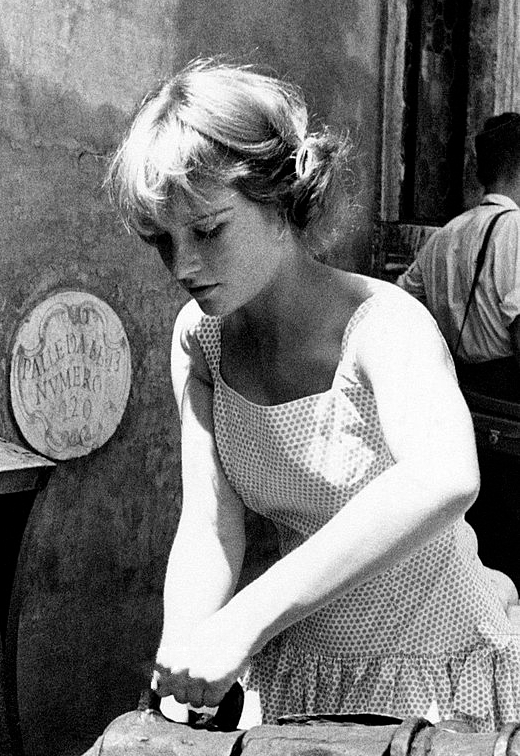
Mijanou Bardot en 1958.

Marie-Jeanne Bardot, más conocida como Mijanou Bardot, es una actriz francesa, nacida el 5 de mayo de 1938 en París.

## Biografía
Mijanou Bardot es la hermana menor de Brigitte Bardot, y está casada con el comediante Patrick Bauchau.
Después de su última película en 1970, puso fin definitivo a su carrera de actriz, pasando a vivir en Estados Unidos, dedicándose allí al diseño de muebles, y fundando su propia empresa 'Espace Loggia' a finales de los años setenta.

## Filmografía
- 1956 : Club de femmes de Ralph Habib : Micheline
- 1957 : Jusqu'au dernier de Pierre Billon : Josiane, l'écuyère
- 1958 : C'est la faute d'Adam de Jacqueline Audry
- 1958 : Le Pirate de l'épervier noir (Il pirata dello Sparviero nero) de Sergio Grieco : Elena di Monteforte
- 1958 : Une balle dans le canon de Michel Deville y Charles Gérard : Brigitte Geoffrain
- 1959 : Ramuntcho de Pierre Schoendoerffer : Gracieuse
- 1960 : Sex Kittens Go to College de Albert Zugsmith : Suzanne
- 1967 : La Collectionneuse de Éric Rohmer : Carole
- 1970 : Después del diluvio de Jacinto Esteva.